# Ottavio II Gonzaga
Ottavio II Gonzaga (Vescovato, 15 gennaio 1667 – Bologna, 9 settembre 1709) è stato un letterato italiano.

## Biografia
Ottavio Gonzaga nacque a Vescovato nel 1667 da Pirro Maria Gonzaga, della linea collaterale dei Gonzaga di Vescovato e da Olimpia Grimani (?-1706), sorella del cardinale Vincenzo.
Uomo colto e letterato, ricevette l'incarico dalla duchessa di Mantova Anna Isabella Gonzaga di riprendere i fasti della gloriosa Accademia degli Invaghiti, fondata nel 1562 da Cesare I Gonzaga.
Morì a Bologna nel 1709 nella casa degli amici nobili Pepoli.

## Discendenza
Ottavio sposò nel 1698 Maria Rosa Trotti (1672-1745); ebbero cinque figli:
- Eleonora (2 aprile 1699-giugno 1779), sposò il 24 agosto 1721 Carlo Ludovico di Colloredo
- Costanza (28 settembre 1700-11 novembre 1704)
- Pirro Maria (16 ottobre 1701-22 luglio 1719), ultimo esponente del ramo.
- Eleonora (27 gennaio 1703-28 ottobre 1704)
- Marianna (27 febbraio 1706-1758), sposò il 25 febbraio 1727 il marchese Ippolito Bentivoglio d'Aragona.

## Ascendenza
|                                           |                 |                                                      | Genitori                                        |  |  | Nonni |  |  | Bisnonni                         |  |  | Trisnonni                         |  |
|                                           |                 |                                                      |                                                 |  |  |       |  |  | Pirro Maria Gonzaga di Vescovato |  |  | Guido Sforza Gonzaga di Vescovato |  |
|                                           |                 |                                                      |                                                 |  |  |       |  |  | Pirro Maria Gonzaga di Vescovato |  |  | Guido Sforza Gonzaga di Vescovato |  |
|                                           |                 | Elena Campiglia                                      |                                                 |  |  |       |  |  | Pirro Maria Gonzaga di Vescovato |  |  |                                   |  |
| Ottavio I Gonzaga di Vescovato            |                 |                                                      |                                                 |  |  |       |  |  | Pirro Maria Gonzaga di Vescovato |  |  |                                   |  |
|                                           |                 | Francesca Gonzaga di Palazzolo                       | Luigi Gonzaga di Palazzolo                      |  |  |       |  |  |                                  |  |  |                                   |  |
|                                           |                 | Francesca Gonzaga di Palazzolo                       | Luigi Gonzaga di Palazzolo                      |  |  |       |  |  |                                  |  |  |                                   |  |
|                                           |                 | Francesca Gonzaga di Palazzolo                       | Vittoria Pepoli                                 |  |  |       |  |  |                                  |  |  |                                   |  |
| Pirro Maria Gonzaga di Vescovato          |                 | Francesca Gonzaga di Palazzolo                       |                                                 |  |  |       |  |  |                                  |  |  |                                   |  |
|                                           |                 | Ascanio Pio di Savoia, principe di San Giorgio       | Enea Silvio Pio di Savoia, reggente di Sassuolo |  |  |       |  |  |                                  |  |  |                                   |  |
|                                           |                 | Ascanio Pio di Savoia, principe di San Giorgio       | Enea Silvio Pio di Savoia, reggente di Sassuolo |  |  |       |  |  |                                  |  |  |                                   |  |
|                                           |                 | Ascanio Pio di Savoia, principe di San Giorgio       | Barbara Turchi                                  |  |  |       |  |  |                                  |  |  |                                   |  |
| Eleonora Pio di Savoia                    |                 | Ascanio Pio di Savoia, principe di San Giorgio       |                                                 |  |  |       |  |  |                                  |  |  |                                   |  |
|                                           |                 | Beatrice Bentivoglio                                 | Enzo Bentivoglio, marchese di Scandiano         |  |  |       |  |  |                                  |  |  |                                   |  |
|                                           |                 | Beatrice Bentivoglio                                 | Enzo Bentivoglio, marchese di Scandiano         |  |  |       |  |  |                                  |  |  |                                   |  |
|                                           |                 | Beatrice Bentivoglio                                 | Caterina Martinengo Colleoni                    |  |  |       |  |  |                                  |  |  |                                   |  |
| Ottavio II Gonzaga, principe di Vescovato |                 | Beatrice Bentivoglio                                 |                                                 |  |  |       |  |  |                                  |  |  |                                   |  |
|                                           | Vettore Grimani | …                                                    |                                                 |  |  |       |  |  |                                  |  |  |                                   |  |
|                                           | Vettore Grimani | …                                                    |                                                 |  |  |       |  |  |                                  |  |  |                                   |  |
|                                           | Vettore Grimani | …                                                    |                                                 |  |  |       |  |  |                                  |  |  |                                   |  |
| Antonio Grimani                           | Vettore Grimani |                                                      |                                                 |  |  |       |  |  |                                  |  |  |                                   |  |
|                                           |                 | Lisa Contarini                                       | …                                               |  |  |       |  |  |                                  |  |  |                                   |  |
|                                           |                 | Lisa Contarini                                       | …                                               |  |  |       |  |  |                                  |  |  |                                   |  |
|                                           |                 | Lisa Contarini                                       | …                                               |  |  |       |  |  |                                  |  |  |                                   |  |
| Olimpia Grimani                           |                 | Lisa Contarini                                       |                                                 |  |  |       |  |  |                                  |  |  |                                   |  |
|                                           |                 | Ludovico Francesco Gonzaga, IV marchese di Palazzolo | Claudio I Gonzaga, III marchese di Palazzolo    |  |  |       |  |  |                                  |  |  |                                   |  |
|                                           |                 | Ludovico Francesco Gonzaga, IV marchese di Palazzolo | Claudio I Gonzaga, III marchese di Palazzolo    |  |  |       |  |  |                                  |  |  |                                   |  |
|                                           |                 | Ludovico Francesco Gonzaga, IV marchese di Palazzolo | Elena Aliprandi                                 |  |  |       |  |  |                                  |  |  |                                   |  |
| Elena Gonzaga                             |                 | Ludovico Francesco Gonzaga, IV marchese di Palazzolo |                                                 |  |  |       |  |  |                                  |  |  |                                   |  |
|                                           |                 | Caterina Gonzaga di Novellara                        | Mario Gonzaga di Novellara                      |  |  |       |  |  |                                  |  |  |                                   |  |
|                                           |                 | Caterina Gonzaga di Novellara                        | Mario Gonzaga di Novellara                      |  |  |       |  |  |                                  |  |  |                                   |  |
|                                           |                 | Caterina Gonzaga di Novellara                        | …                                               |  |  |       |  |  |                                  |  |  |                                   |  |
|                                           |                 | Caterina Gonzaga di Novellara                        |                                                 |  |  |       |  |  |                                  |  |  |                                   |  |